# Towns County
Das Towns County ist ein County im Bundesstaat Georgia der Vereinigten Staaten. Der Verwaltungssitz (County Seat) ist Hiawassee.

## Geographie
Das County liegt im äußersten Norden von Georgia, grenzt an North Carolina und hat eine Fläche von 446 Quadratkilometern, wovon 14 Quadratkilometer Wasserfläche sind und grenzt im Uhrzeigersinn an folgende Countys: Rabun County, Habersham County, White County und Union County.

## Geschichte
Towns County wurde am 6. März 1856 als 117. County von Georgia aus Teilen des Union County und des Rabun County gebildet. Benannt wurde es nach George Washington Bonaparte Towns, einem Gouverneur von Georgia.

## Demografische Daten

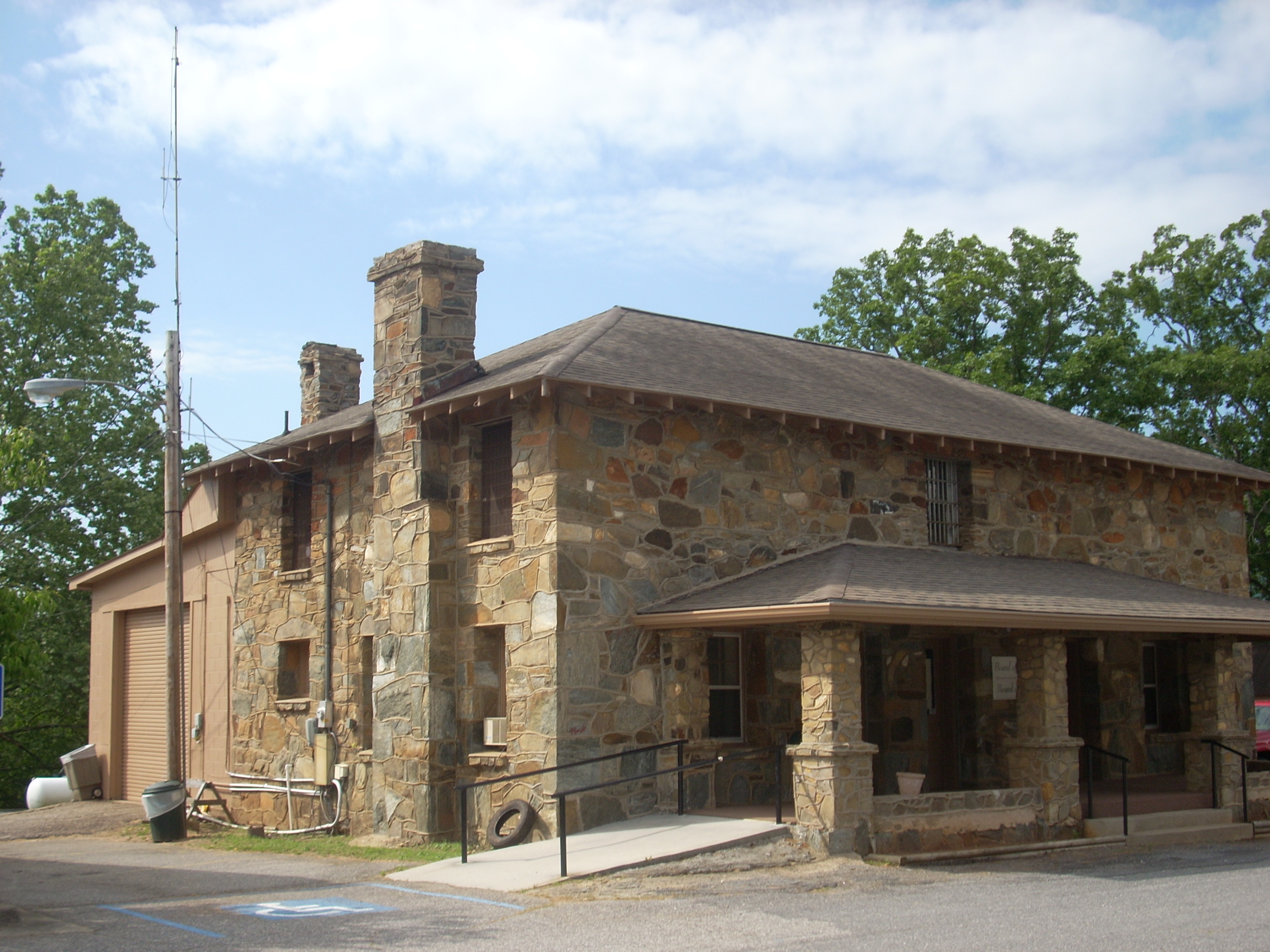
Ehemaliges Bezirksgefängnis

Laut der Volkszählung von 2010 verteilten sich die damaligen 10.471 Einwohner auf 4.510 bewohnte Haushalte, was einen Schnitt von 2,17 Personen pro Haushalt ergibt. Insgesamt bestehen 7.731 Haushalte.
66,1 % der Haushalte waren Familienhaushalte (bestehend aus verheirateten Paaren mit oder ohne Nachkommen bzw. einem Elternteil mit Nachkomme) mit einer durchschnittlichen Größe von 2,65 Personen. In 20,2 % aller Haushalte lebten Kinder unter 18 Jahren sowie in 46,1 % aller Haushalte Personen mit mindestens 65 Jahren.
20,8 % der Bevölkerung waren jünger als 20 Jahre, 16,9 % waren 20 bis 39 Jahre alt, 23,8 % waren 40 bis 59 Jahre alt und 38,5 % waren mindestens 60 Jahre alt. Das mittlere Alter betrug 51 Jahre. 47,7 % der Bevölkerung waren männlich und 52,3 % weiblich.
97,7 % der Bevölkerung bezeichneten sich als Weiße, 0,4 % als Afroamerikaner, 0,3 % als Indianer und 0,4 % als Asian Americans. 0,6 % gaben die Angehörigkeit zu einer anderen Ethnie und 0,6 % zu mehreren Ethnien an. 2,0 % der Bevölkerung bestand aus Hispanics oder Latinos.
Das durchschnittliche Jahreseinkommen pro Haushalt lag bei 39.321 USD, dabei lebten 15,1 % der Bevölkerung unter der Armutsgrenze.

## Orte im Towns County
Orte im Towns County mit Einwohnerzahlen der Volkszählung von 2010:
City:
- Young Harris – 899 Einwohner

Town:
- Hiawassee (County Seat) – 880 Einwohner

Census-designated place:
- Tate City – 16 Einwohner